# Estudo de envelhecimento
Estudo de envelhecimento é um campo de análise cultural teórica, política e empiricamente engajada, desenvolvida por estudiosos de várias disciplinas diferentes. Nos últimos 15 anos, o campo de estudo de envelhecimento floresceu com um número crescente de acadêmicos prestando atenção às implicações culturais do envelhecimento populacional.

## História e descrição do campo
O Estudo do Envelhecimento se separa da disciplina tradicional da gerontologia, por destacar a maneira como o envelhecimento biológico é mediado por construções culturais; e por enfatizar a auto representação da pessoa idosa.  A primeira edição do jornal Academic Age, Culture, Humanities (Idade, Cultura, Humanidades) inclui diversos artigos referentes à maturação dessa área de conhecimento, onde Stephen Katz cria uma comparação entre o presente estado do Estudo de Envelhecimento e dos Estudos de Gênero.
O Estudo do Envelhecimento é um campo interdisciplinar, que pode ser afiliado com abordagens mais amplas encontradas em estudos culturais, estudos de gênero, estudos de multimídia e cinema, cultura do consumo, etc.. Pesquisadores trabalhando nesse campo questionam os discursos e práticas culturais que constroem o significado do envelhecimento. Por exemplo, invoca-se cálculos de idade, questionando em que idade somos considerados “velhos”, se referindo à pratica social de tentar adivinhar a idade de alguém. Investiga-se também como expressões públicas de envelhecimento no Ocidente, como representação do envelhecimento nas notícias, filmes e televisão, criam visões limitadas da terceira idade, levando à discriminação etária e uma falta de conscientização generalizada da diversidade; e desentendimentos e divisões entre gerações. Dentro dessa perspectiva, o envelhecimento não é meramente entendido como um estado biológico, mas uma experiência vivida, incorporada e mediada, ocorrendo dentro de circunstâncias materiais e sociais específicas. Pesquisas nesse campo são primariamente conduzidas através de metodologias associadas com as ciências sociais e as humanidades.
No Brasil, a importância da inclusão das ciências humanas no estudo do envelhecimento populacional e melhora das condições de vida da população idosa já é reconhecida.

## Livros notáveis
- Margaret M. Gullette foi a primeira a perceber a necessidade para o Estudo do Envelhecimento nos anos 1990.[5] Ela contesta as narrativas de declínio que predominantemente circulam sobre o envelhecimento (por exemplo, declínio físico e isolamento social) em seu livro Aged by Culture (Envelhecido pela Cultura). [11]
- Em Learning to be old: Gender, culture, and aging (Aprendendo a ser velho: Gênero, cultura e envelhecimento), Margaret Cruikshank refere-se aos mitos culturais, incluindo medos, tradições e a medicalização do envelhecimento; e sugere uma metodologia centrada nos pares.[9]
- Em Figuring Age: Women, Bodies, Generations (Entendendo a Idade: Mulheres, Corpos, Gerações), Kathleen Woodward pergunta por que mulheres são movidas para a periferia da sociedade conforme envelhecem. Ela questiona as relações entre a idade e o corpo; e entre a idade e as relações interpessoais.[12]
- Andrew Blaikie foca no envelhecimento na Grã-Bretanha. Em Ageing and Popular Culture (Envelhecimento e Cultura Popular), ele traça uma genealogia da interface entre o Estado e os discursos médicos do envelhecimento, imagens circulando popularmente (principalmente fotografia) e experiência vivida.[13]
- La Vieillesse (A força da Idade), de Simone de Beauvoir, também pode ser visto como precursor da área de conhecimento.[14]

## Organizações Acadêmicas

### Centros e redes de pesquisa
- A Rede Europeia de Estudo de Envelhecimento (ENAS) foi fundada em 2010, e sua missão é facilitar a colaboração internacional no estudo do envelhecimento cultural.
- Mulheres, Envelhecimento e Mídia (WAM) foi fundada em 2010, e seus membros estudam o relacionamento entre mulheres mais velhas e a mídia popular (ex. música popular, moda, etc.).
- A Rede Norte-Americana de Estudo de Envelhecimento (NANAS) foi estabelecida em 2013, e é a versão norte-americana da ENAS. Seu objetivo é examinar criticamente a idade avançada.
- Envelhecimento + Comunicação + Tecnologia (ACT) foi estabelecida em 2014. Seus membros se envolvem com três áreas de investigação:
  - Agencia, que envolve comunidades no desenvolvimento de projetos que incrementam autonomia;
  - Mediações críticas, que examinam criticamente as experiências culturais mediadas de adultos no fim da vida;
  - Tecnologias de Telecomunicações, que se refere ao envelhecimento no contexto de sociedades globalizadas.
- O Grupo de Estudos de Envelhecimento, Corpo e Sociedade (ABS) está afiliado com a Associação Britânica de Sociologia; e pretende juntar uma gama de abordagens quanto ao corpo na terceira idade.

### Jornais e revistas acadêmicas
- Age, Culture, Humanities (Idade, Cultura, Humanidades) publica artigos das humanidades e artes sobre envelhecimento.
- The Journal of Ageing Studies (Jornal de Estudo do Envelhecimento) recebe trabalhos das ciências sociais e comportamentais; e das humanidades.
- Revista Estudos Interdisciplinares sobre o Envelhecimento: Publicação Semestral do Núcleo de Estudos Interdisciplinares Sobre o Envelhecimento da Universidade Federal do Rio Grande do Sul (UFRGS).[15]